# Dlouhopolsko
Dlouhopolsko (deutsch 1939–45 Langpolen) ist eine Gemeinde in Tschechien. Sie liegt zwölf Kilometer westlich von Chlumec nad Cidlinou und gehört zum Okres Nymburk.

## Geographie
Dlouhopolsko befindet sich am Bach Dlouhopolský potok auf der Ostböhmischen Tafel. Am südlichen Ortsrand liegt am Rande des Waldgebietes Žehuňská obora der See Dlouhopolský rybník. Im Nordwesten erhebt sich der Hügel Kostelíček (Dreifaltigkeit, 240 m).
Nachbarorte sind Městec Králové im Norden, Běrunice und Velké Výkleky im Nordosten, Kněžičky im Osten, Na Kopičáku im Südosten, Choťovice und Stará Báň im Süden, Hradčany im Südwesten sowie Opočnice im Westen.

## Geschichte
Archäologische Funde weisen eine Besiedlung seit der Jungsteinzeit nach. 1922 wurde eine Siedlungsstätte der Aunjetitzer Kultur aufgefunden und in den Wäldern bei Dlouhopolsko befinden sich drei Hügelgräber.
Wahrscheinlich in der Mitte des 14. Jahrhunderts entstand der Vorwerkshof Dlouhé Pole, der seit 1395 im Zuge des Todes von Přibík von Skochovice urkundlich nachweisbar ist. Besitzer wurden durch den Erbfall Václav und Dobranov von Vlkov. 1432 überschrieb Dobranovs Tochter Machna den Hof und die Feste Dlouhé Pole zusammen mit den Festen Skochovice, Vlkov, Lužec und Mezilesí an Vaňek Rezkovský von Mlékosrby. Dieser verkaufte die Güter 1455 an Petr Vodičký von Labouň. Um 1500 wurden die Fluren des Vorwerkes Dlouhé Pole parzelliert. Das neu gegründete Dorf erlosch jedoch bald wieder. Seine Fluren erwarb Vojtěch von Pernstein (1490–1534) und schloss sie der Herrschaft Hradištko an. Unter den Herren von Pernstein erfolgte die Aufstauung der Dlouhopolský potok zum großen Fischteich „Dlouhopolský rybník“ sowie weiteren kleinen Weihern. Vojtěchs Bruder Johann von Pernstein (1487–1548) verkaufte den Besitz 1547 an die Böhmische Kammer. Im Jahre 1562 war auf den zu Žehuň gehörigen Wiesen am neuen Teich von Dlouhé Pole lediglich ein Bauer ansässig. Durch die Kammer wurde 1571 ein neuer Hof in Dlouhé Pole errichtet und im selben Jahre waren im Urbar von Žiželice sieben Anwesen verzeichnet. Im Jahre 1611 überließ König Matthias Dlouhé Pole zusammen mit den Herrschaften Chlumetz und Kolín an Wenzel Graf Wchynsky von Wchynitz und Tettau. 1640 verwüsteten die Schweden die Gegend. In der berní rula von 1654 sind für Dlouhé Pole nur noch ein Bauer und ein Beisasse verzeichnet. Im Laufe des 18. Jahrhunderts wurde das wüste Dorf wieder besiedelt und hatte im Jahre 1787 145 Einwohner. Zu Beginn des 19. Jahrhunderts wuchs der Ort weiter an und zwischen 1814 und 1818 wurde die Kaiserstraße von Chlumetz nach Podiebrad gebaut.
Nach der Aufhebung der Patrimonialherrschaften bildete Dlouhopolsko ab 1850 eine Gemeinde im Bezirk Poděbrady. 1890 bestand das Dorf aus 75 Häusern und hatte 443 Einwohner. Während der Zeit der deutschen Besetzung im Zweiten Weltkrieg wurde neben dem tschechischen Namen Dlouhopolsko die germanisierte Bezeichnung Langpolen eingeführt. Seit dem 1. Januar 1961 gehört die Gemeinde zum Okres Nymburk.

## Gemeindegliederung
Für die Gemeinde Dlouhopolsko sind keine Ortsteile ausgewiesen.

## Sehenswürdigkeiten
- Glockenturm, errichtet im 19. Jahrhundert, zwischen 1935 und 1939 neugestaltet
- Marterl, 1873 anstelle eines Holzkreuzes von Marie Karasová errichtet und seit 1902 Prozessionsziel
- Statue der Unbefleckten Empfängnis der Jungfrau Maria, 1910 anstelle eines Holzkreuzes aus dem Jahre 1873 aufgestellt
- Denkmal für T. G. Masaryk; der zwischen 1937 und 1938 zusammen mit einem kleinen Park angelegte Gedenkstein mit einer Büste des Präsidenten. Nach einer 1939 durch Deutsche erfolgten Beschädigung wurde die Büste 1940 von Sockel genommen und versteckt. 1947 wurde eine neue Masaryk-Büste aufgestellt, die 1957 von kommunistischen Bezirksfunktionären vom Sockel gestürzt und abtransportiert wurde. 1973 sollte stattdessen eine Büste von Julius Fučík aufgestellt werden, die zwar bezahlt, aber nie gefertigt wurde. Nach der Samtenen Revolution entschied sich der Gemeinderat zur Aufstellung einer neuen Masaryk-Büste, die 1991 vom Bildhauer Michal Moravec aus Hořice geschaffen wurde.
- Reste der Feste Bolice über dem Tal der Jeptiška, nordwestlich des Dorfes